# Montaña Tianzi
La Montaña Tianzi' (en chino: 天子山) es una montaña en Zhangjiajie en la provincia china de Hunan, cerca del valle de Suoxi en el centro sur de China. Antes de la dinastía Ming, la montaña Tianzi era conocida como montaña Qingyan por sus piedras verdes. La montaña lleva el nombre del granjero de la dinastía Ming, Xiang Dakun, del grupo étnico Tujia, que dirigió una revuelta de granjeros locales con éxito y se hizo llamar Xiang Wang Tianzi, que significa hijo del cielo', y que es el epíteto tradicional del emperador chino.
El pilar más alto de la montaña Tianzi es el pico Kunlun, con una elevación de 1262 metros y el pilar más bajo es Shilanyu con una elevación de 534. La montaña Tianzi es parte del área escénica de Wulingyuan y fue agregada a la Lista del Patrimonio Mundial de la Unesco en 1992.

## Origen del nombre
Antes de la dinastía Ming, la montaña Tianzi se llamaba Qingyan junto con Zhangjiajie. Según una leyenda del pueblo Tujia, Xiang Dakun, que no estaba satisfecho con el gobierno en ese momento, fue a la montaña en 1353, con la ayuda de Li Boru, se rebeló y estableció un régimen, y asumió el título de Xiang Wang Tianzi. Como Xiang representaba los intereses de todos los grupos étnicos, principalmente los Tujia, fue apoyado por la población local y estableció una fortaleza con la Montaña Tianzi como eje. En 1385, el régimen de Xiang fue ferozmente asediado por más de diez mil soldados de élite comandados por el emperador Hongwu, superados en número y derrotados, Xiang Dakun murió en la batalla y cayó al golfo de Shentang. Desde entonces, la gente local ha nombrado los lugares donde luchó y vivió como Tianzi en su memoria. La dinastía Qing utilizó varias medidas represivas para abolir por la fuerza dicho nombre, pero la gente de Tujia siempre la ha llamado de esa forma.

## Tamaño
Las montañas, en forma de pilares, tienen un pico de 1212 m. El área ocupada por estas montañas es de aproximadamente 67 km².

## Formación
Las montañas son de piedra arenisca de cuarzo y se formaron hace unos 400 millones de años a través de patrones ascendentes irregulares de la corteza terrestre, y con unos 318 millones de años de erosión se formaron las montañas en su aspecto actual. Esta formación geológica pertenece al Nuevo Cataisiano.

## Aspectos religiosos
Las montañas Tianzi son consideradas sagradas por muchos Sulamitos que solían habitar las regiones exteriores de Hunan.[cita requerida] En septiembre de 2014 se descubrió que el pueblo Mal Oghlum había dejado rastros de sus rituales de entierro debajo de las montañas Tianzi, lo que llevó al Grupo Yalan, dirigido por Eybi Sulam y Yavshak Karadeniz, a solicitar un permiso del gobierno chino, que a partir de 2015, no había recibido respuesta.

## Turismo
El lugar es popular entre los turistas. Durante ciertos meses del año, principalmente después de las lluvias, las montañas Tianzi están cubiertas por un mar de niebla. Las temperaturas anuales oscilan entre los 30 grados en julio a un mínimo alrededor de los 5 grados. Las precipitaciones son mayores en verano.

## Cultura popular
Estas montañas inspiraron el paisaje montañoso de Pandora en la película Avatar de James Cameron; también se ha hecho un parque temático con respecto a la película.